# San Bartolomé Zoogocho
San Bartolomé Zoogocho es una localidad del estado mexicano de Oaxaca. Es cabecera del municipio de San Bartolomé Zoogocho.

## Demografía
| Censo | Población |
| ----- | --------- |
| 1900  | 814       |
| 1910  | 845       |
| 1921  | 893       |
| 1930  | 946       |
| 1940  | 1004      |
| 1950  | 1052      |
| 1960  | 1083      |
| 1970  | 965       |
| 1980  | 673       |
| 1990  | 716       |
| 1995  | 730       |
| 2000  | 638       |
| 2005  | 381       |
| 2010  | 368       |
| 2020  | 449       |